# Мобити (Тексас)
Мобити (енгл. Mobeetie) град је у америчкој савезној држави Тексас. По попису становништва из 2010. у њему је живело 101 становника.

## Демографија
Према попису становништва из 2010. у граду је живело 101 становника, што је 6 (5,6%) становника мање него 2000. године.
| Група             | 2000.       | 2010.      |
| Белци             | 100 (93,5%) | 93 (92,1%) |
| Афроамериканци    | 0 (0,0%)    | 1 (1,0%)   |
| Азијати           | 0 (0,0%)    | 0 (0,0%)   |
| Хиспаноамериканци | 7 (6,5%)    | 5 (5,0%)   |
| Укупно            | 107         | 101        |